# Opération Harpoon (1942)
Pour les articles homonymes, voir Opération Harpoon et bataille de Pantelleria.
Seconde Guerre mondiale
Batailles
1940
- Vado
- Siège de Malte
- Club Run
- Convoi Espero
- Mers el-Kébir
- Punta Stilo
- Cap Spada
- Hurry
- Cap Passero
- MB.8
- Tarente
- Détroit d'Otrante
- White
- Cap Teulada

1941
- Excess
- Convoi AN 14
- Grog
- Abstention
- Baie de La Sude
- Cap Matapan
- Îles Kerkennah
- Crète
- Galite
- Substance
- Halberd
- Convoi Duisburg
- Cap Bon
- Syrte (1941)
- Rade d'Alexandrie

1942
- Syrte (1942)
- Calendar
- Bowery
- Albumen
- Harpoon
- Vigorous
- Pedestal
- Agreement
- Torch
- Stoneage
- Sabordage de la flotte française à Toulon
- Portcullis
- Banc de Skerki
- Olterra (navire auxiliaire)
- Raid sur Alger

1943
- Zouara
- Convoi de Cigno
- Convoi de Campobasso
- Corkscrew
- Husky
- Gela
- Scylla
- Pietracorbara
- Dodécanèse
  - Rhodes
  - Leros
  - Kos
- Convoi KMF-25A

1944
- Ist
- Raid sur Santorin
- Raid sur Symi
- Port-Cros
- La Ciotat
- Île de Pag

1945
Mer Ligure
- Convois alliés
  - convois de Malte
- Campagne des U-boote
- Campagne adriatique

L'opération Harpoon ou bataille de Pantelleria ou, pour les Italiens, bataille de la mi-juin, est une opération des Alliés de la Seconde Guerre mondiale visant à ravitailler l'île de Malte.

## Contexte
Malte est assiégée par les Italiens et par les Allemands depuis juin 1940.
Vers juin 1942, la situation se détériore, la Luftwaffe aidant la Regia Aeronautica à affamer les habitants de l'île. Les armées de l'Axe ont progressé en Égypte et en Crète, menaçant la souveraineté alliée en Méditerranée.
Les munitions, l'essence et la nourriture diminuant drastiquement, les Alliés investissent dans des convois à destination de l'île. Deux convois partent ainsi simultanément afin de ravitailler Malte ; le 12 juin, l'un part de Gibraltar, à l'ouest de la Méditerranée, c'est l'opération Harpoon; l'autre part d'Haïfa et de Port-Saïd à l'est, c'est l'opération Vigorous.

## Déroulement
Le 12 juin dans la soirée, six bâtiments de commerce quittent Gibraltar, escortés par dix contre-torpilleurs. Ils sont surveillés à distance par le cuirassé HMS Malaya, les porte-avions Eagle et Argus, quatre croiseurs, les Kenya, Liverpool, Charybdis, Cairo, dix-sept contre-torpilleurs, un mouilleur de mines, deux corvettes, six canonnières et dix dragueurs de mines.
En même temps, onze cargos quittent le port d'Alexandrie. Ils sont escortés par la Mediterranean Fleet de l'amiral Henry Harwood, qui comprend le bâtiment Centurion (un navire de transport camouflé en cuirassé), sept croiseurs, les Cleopatra, Dido, l'Hermione, Euryalus, l'Arethusa, Newcastle, Birmingham, vingt-six contre-torpilleurs, dix-huit sous-marins et d'autres bâtiments plus légers. Les déplacements des Britanniques sont repérés par les appareils de reconnaissances italiens, c'est alors la Supermarina, le commandement général de la Marine italienne, qui décide de monter une opération afin de leur barrer la route.
Les croiseurs Eugenio Di Savioa et Montecuccoli, cinq contre-torpilleurs, et quatorze sous-marins appareillent de Palerme pour attaquer le convoi de Gibraltar tandis que les cuirassés Vittorio Veneto, Littorio, les croiseurs Garibaldi, Duca d'Aosta, Gorizia et Trento ainsi que douze contre-torpilleurs partent de Tarente pour intercepter le convoi d'Alexandrie.
Le 14 juin, de nombreux Savoia-Marchetti SM.79 italiens attaquent le convoi Harpoon. Ils causent de graves dégâts au croiseur Liverpool et coulent le cargo Tanimbar. Le soir, alors que les autres cargos anglais sont arrivés au large de la Sicile, le gros de l'escorte les abandonne en retournant vers Gibraltar, laissant seulement quelques contre-torpilleurs et le croiseur Cairo. En effet, les Anglais pensent qu'à cet endroit, la Marine Italienne se contentera d'employer des vedettes lance-torpilles. C'est au contraire l'escadre de l'amiral Alberto Da Zara qui se porte au devant du convoi.

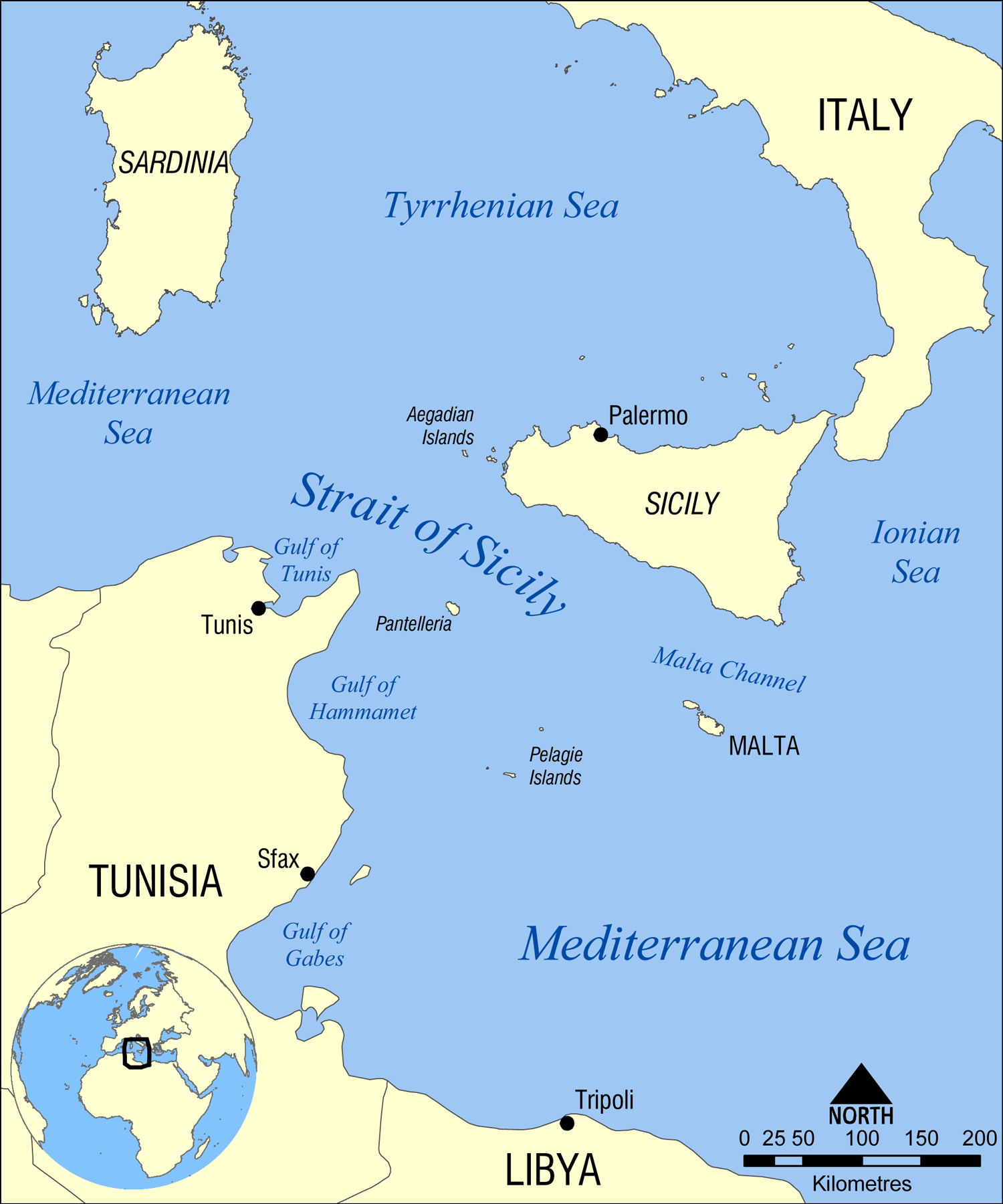
Carte de la Méditerranée centrale.

Le 15 juin à 05 h 39 du matin, les deux formations s'affrontent au large de Pantelleria. La bataille dure dix heures, jusqu'à 16 h 00, et coûte aux Anglais le croiseur Cairo atteint à la proue et, les contre-torpilleurs Bedouin et Partridge touchés plusieurs fois et immobilisés. Les avions italiens et allemands coulent le cargo Chant, endommagent gravement le Burdwan et provoquent un immense incendie à bord du pétrolier Kentucky. Ces bâtiments finiront par êtres coulés par les avions allemands. Des six cargos partis de Gibraltar, deux seulement sont indemnes, le Troilus et l'Orari. Mais les appareils de l'Axe s'acharnent, finissant par couler les Bedouin, l'Orari et cinq contre-torpilleurs heurtent des mines sans pour autant subir d'avaries majeures. Seul le contre-torpilleur Kugawiak finira par sombrer après avoir heurté les mines. Le Troilus et l'Orari finissent par rejoindre Malte. Dans cette attaque, les Italiens n'ont à déplorer que des dégâts sur le contre-torpilleur Vivaldi et deux croiseurs avec des dégâts légers.
Ce même jour à l'aube, l'escadre de l'amiral Lachino est attaquée par un groupe d'avions-torpilleurs qui atteignent le croiseur Trento et l'immobilisent.
Vers 10 h 00, alors qu'il est pris en charge par un de ces contre-torpilleur, l'HMS Umbra attaque le croiseur, ce dernier sombre en quelques instants. De ses 1 151 hommes d'équipage, 602 seulement seront sauvés. Des bombardiers américains B-24 Liberator et des avions-torpilleurs anglais continueront à attaquer l'escadre durant la journée, ils toucheront légèrement le cuirassé Littorio. Pendant ce temps, les bâtiments de l'opération Vigourous, commandé par l'amiral Vian, renoncent à poursuivre vers Malte et, font demi-tour vers Alexandrie. Mais les appareils de l'Axe attaquent l'escadre. À 14 h 25, ils coulent le contre-torpilleur Airdale, touchent le cuirassé factice Centurion et le contre-torpilleur Nestor qui sombrera la nuit suivante. À 20 h 00, l'U-Boot U-205 coule le croiseur Hermione.
En fin de soirée, après la réception d’un message signalant l’arrivée du convoi de l’opération Harpoon à Malte, et en raison de l’activité aérienne de l’Axe dans la « bomb alley » (zone de la Méditerranée entre la Crête et l’Afrique), la présence d’une forte escadre italienne dans les parages, les faibles réserves en carburant, l’opération Vigorous est annulée et le convoi reprend la direction d’Alexandrie. La forte utilisation des avions par l’Axe donne un répit à la VIIIe armée britannique autour de Tobrouk.

## Galerie de photos

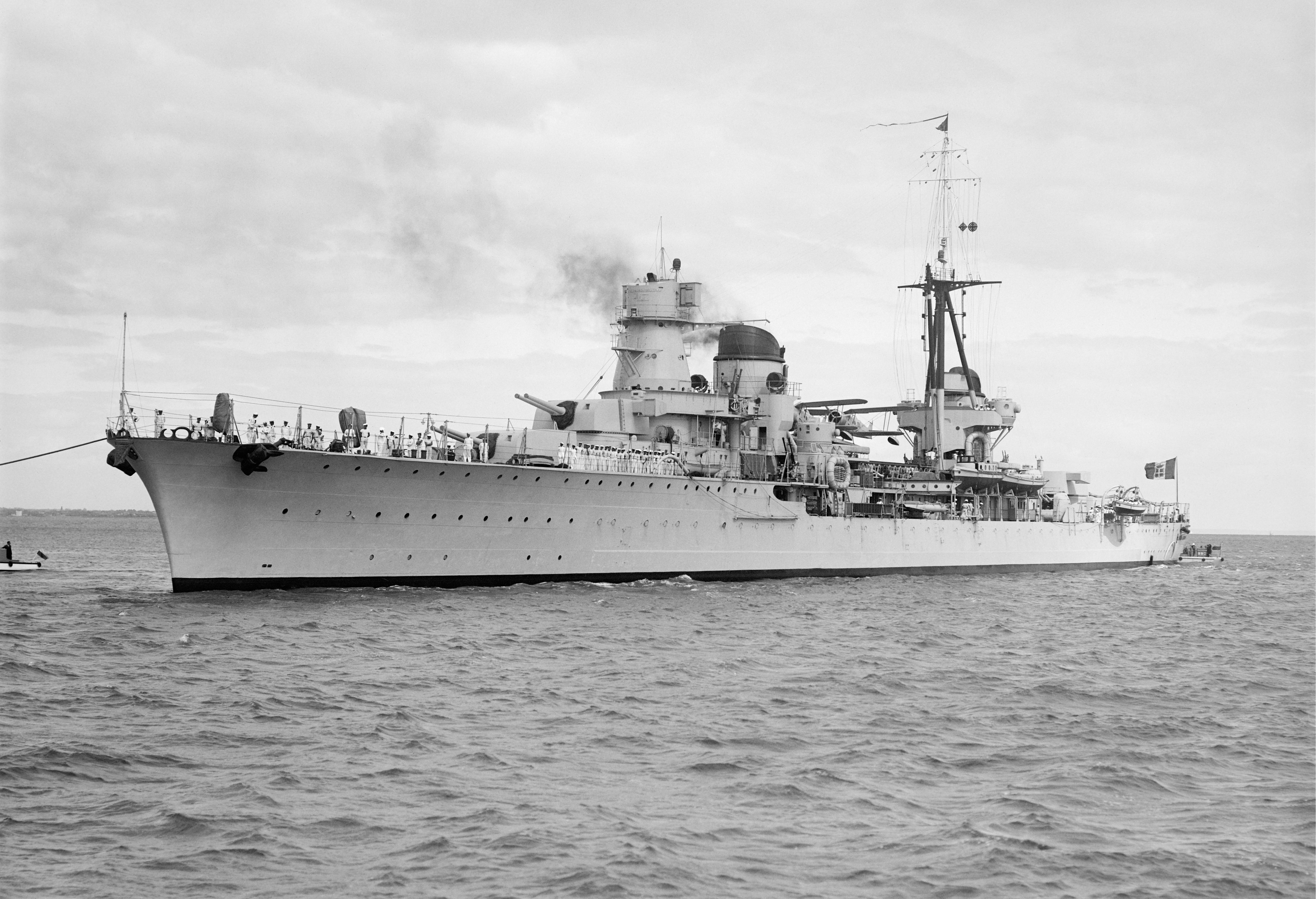
Le Raimondo Montecuccoli
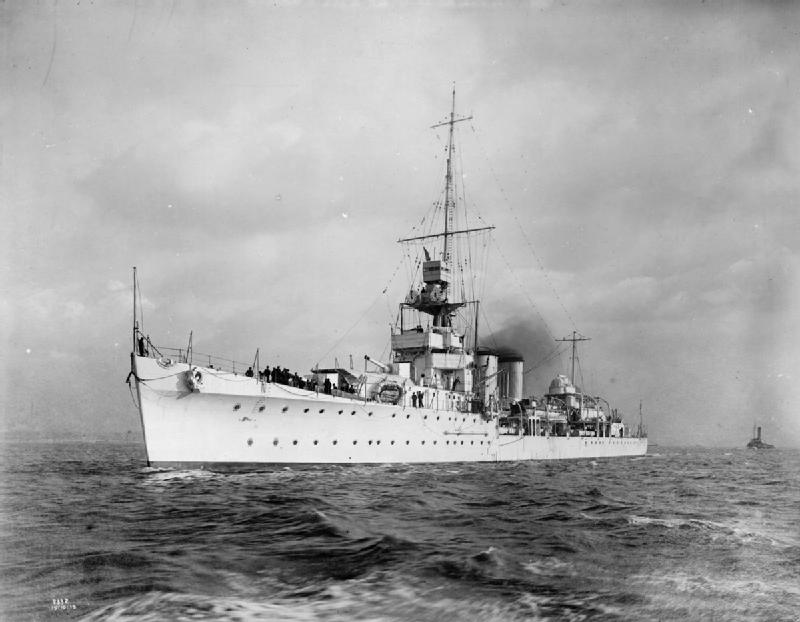
L'HMS Cairo
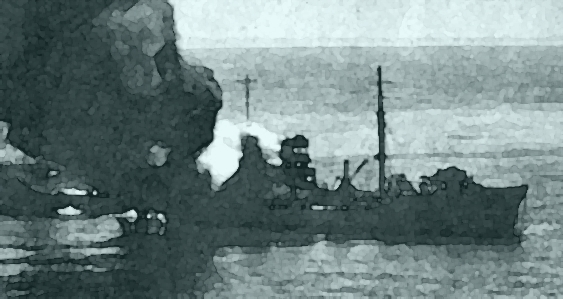
Le SS Kentucky, en flammes après avoir été touché par le croiseur italien Raimondo Montecuccoli.